# Canthylidia ferruginosa
Canthylidia ferruginosa är en fjärilsart som beskrevs av Turner 1911. Canthylidia ferruginosa ingår i släktet Canthylidia och familjen nattflyn. Inga underarter finns listade i Catalogue of Life.